# 姫川きらら
姫川 きらら（ひめかわ きらら、7月29日 - ）は、日本の漫画家。岡山県出身。血液型はAB型。
第56回小学館新人コミック大賞で佳作を受賞。2005年、『ChuChu』夏の増刊号に掲載の『ミルキーボーイ』でデビュー。『ChuChu』『ちゃお』（いずれも小学館）を主な活動の場としている。（『ChuChu』は2009年12月に休刊。）

## 作品リスト
- ミルキーボーイ （2005年、『ちゃお』増刊ChuChu夏号）
- ラブクロス トライアングル （2005年、『ちゃお』増刊ChuChu秋号）
- スター&スイーツパラダイス （2006年、『ChuChu』1月号）
- 少年騎士 （2006年、『ChuChu』2月号）
- ハイパーボーイズ+1 （2006年、『ちゃおDX』春号）
- 白衣の王子様 （2006年、『ちゃおDX』夏号）
- 白衣の守護者 （2006年、『ちゃおDX』冬号）
- ライバルに☆メリークリスマス （2006年、『ChuChu』12月号）
- まじかる天使 （2007年、『ChuChu』2月号）
- 白衣の聖騎士 （2007年、『ちゃおDX』春号）
- だぶる☆E-boys (2007年、『ChuChu』5月号)
- 白衣の婚約者 （2007年、『ちゃおDX』初夏の大増刊号）
- だぶる☆E-boys II （2007年、『ChuChu』8月号）
- ぱわふる☆ぱんち （2007年、『ちゃおDX』夏の大増刊号）
- 白衣の前奏曲 （2007年、単行本『白衣の守護者』に描きおろし）
- クロス×イリュージョン （2007年、『ちゃおDX』冬の大増刊号）
- Go！Go！プリンス　（2008年、『ちゃおDX』春の大増刊号）
- 私の描いた天使　（2008年、単行本『世にも怪奇な七物語』に描きおろし）
- 親友ごっこ　（2008年、『ちゃおDX』夏の大増刊号）
- サクラ咲けっ！　（2008年、『ちゃおDX』冬の大増刊号）
- 死神はささやく　（2009年、『ちゃおDXホラー』夏号）
- ふり返ってはいけない…　（2009年、『ちゃおDX』夏の大増刊号）
- 月光虫　（2009年、単行本『押し入れおじょうさん』に描きおろし）
- 嘆きの人形　（2009年、単行本『トイレの花子さん』に描きおろし）
- 蛇神　（2010年、『ちゃおDX』春待ち超大増刊号）
- ケータイノキモチ(^O^)（2010年、『ちゃおDX』春の超大増刊号）
- ケセランパサラン　（2010年、『ちゃおDXホラー』夏号）
- 悪夢の中の殺人者　（2011年、ちゃお１月号増刊『ちゃおDXホラー』冬号）
- 神風キッズ　（2011年、『ちゃおDX』夏の大増刊号）
- 死者からの電話　（2012年、ちゃお１月号増刊『ちゃおDXホラー』冬号）
- 死人の甦る学園　（2012年、『ちゃおDXホラー』夏号）
- 妖精さんいらっしゃい　（2012年、『ちゃおDXホラー』秋号）
- 惨劇の館～異形の実験室～　（2013年、『ちゃおDXホラー』夏号）
- SABAKO　（2014年、『ちゃおDXホラー＆ミステリー』）
- 怪盗ローズの挑戦状　（2015年、『ちゃおDXホラー＆ミステリー』）

## 書誌情報
- 姫川きらら 『白衣の守護者』 小学館〈ちゅちゅコミックス〉 2007年7月30日初版発行、ISBN 978-4-091-31240-2
- 5名の作家による共著 『キミと歩く道～犬と私の10の約束～』 小学館〈ちゃおコミックス〉 2008年7月6日初版発行、ISBN 978-4-091-32028-5
- 7名の作家による共著 『世にも怪奇な七物語』 小学館〈ちゃおホラーコミックス〉 2008年7月6日初版発行、ISBN 978-4-091-32026-1
- 6名の作家による共著 『呪われた心霊ゲーム』小学館〈ちゃおホラーコミックス〉 2008年12月31日初版発行、ISBN 978-4-091-32318-7
- 6名の作家による共著 『押し入れおじょうさん』小学館〈ちゃおホラーコミックス〉 2009年10月2日初版発行、ISBN 978-4-091-32379-8
- 6名の作家による共著 『トイレの花子さん』小学館〈ちゃおホラーコミックス〉　2009年12月30日初版発行、ISBN 978-4-09-132886-1
- 8名の作家による共著 『本当にあった怖い話』小学館 〈ちゃおホラーコミックス〉　2010年5月3日初版発行、ISBN 978-4-09-133219-6
- 6名の作家による共著 『死神はささやく』 小学館　〈ちゃおホラーコミックス〉　2010年12月4日初版発行、ISBN 978-4-09-133568-5